# فرودگاه صحرایی کانوس
فرودگاه صحرایی کانوس (به انگلیسی: Kannus Airfield) (به زبان بومی: Kannuksen lentokenttä) یک فرودگاه همگانی است که یک باند فرود آسفالت و شن دارد و طول باند آن ۷۰۰ متر است. این فرودگاه در کشور فنلاند قرار دارد و در ارتفاع ۱۰۳ متری از سطح دریا واقع شده است.